# Largo 13 de Maio

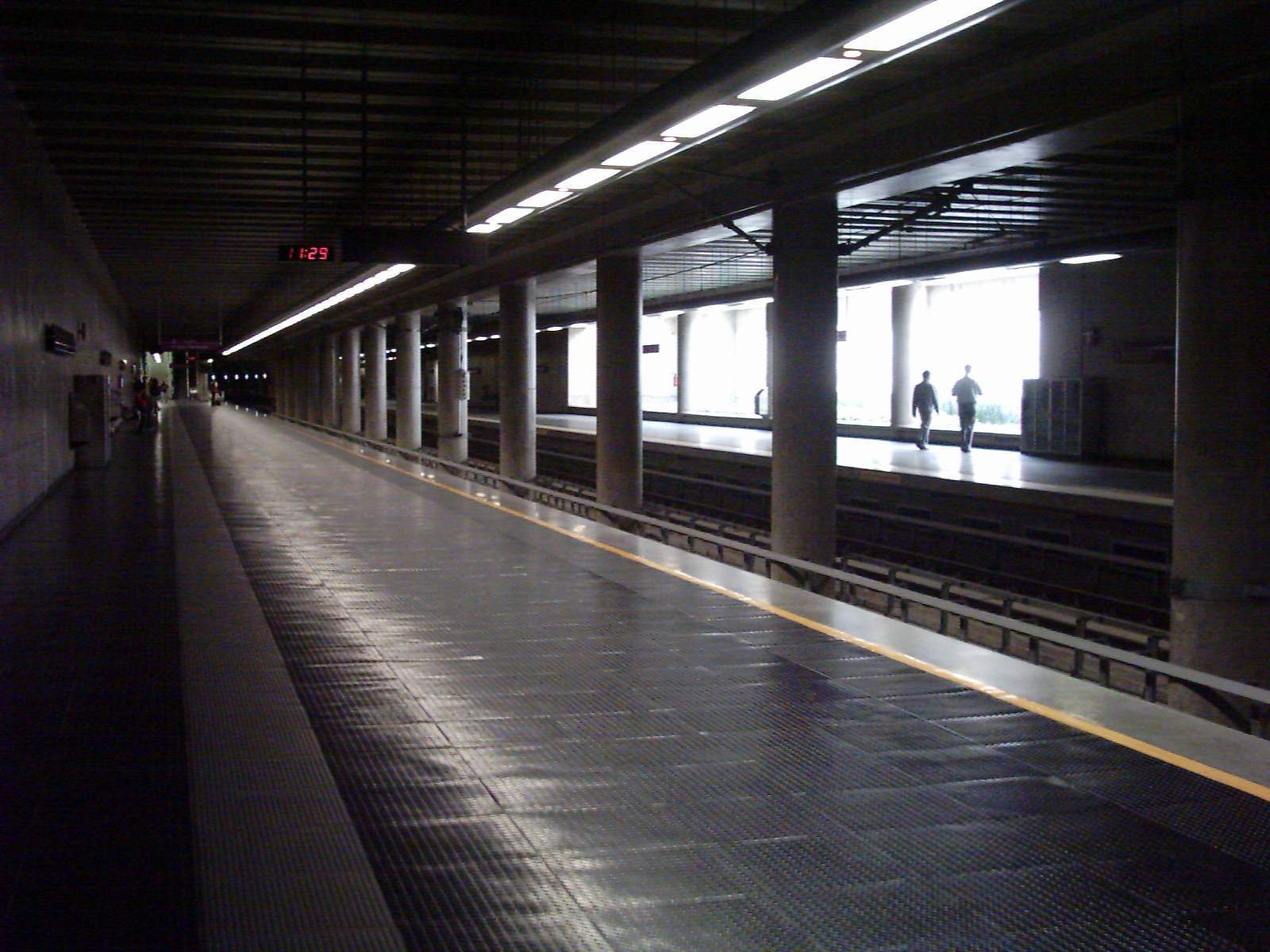
Estação de metrô Largo Treze

O Largo 13 de Maio localiza-se no distrito de Santo Amaro, no município de São Paulo, no estado de São Paulo, no Brasil. É o local de surgimento do distrito e do extinto município de Santo Amaro. É um importante centro comercial e um ponto obrigatório de passagem para outras localidades, e também abriga a Catedral de Santo Amaro.

## Topônimo
"Largo 13 de Maio" é uma referência à data da abolição da escravidão no Brasil, em 1888.

## História
O local onde fica o Largo 13 de Maio, o mais alto do distrito de Santo Amaro, é onde o distrito começou a ser ocupado pelos portugueses, por meio de missões de jesuítas. Antigamente, era chamado "Largo do Jogo da Bola". Em fevereiro de 1885, a Câmara da cidade de Santo Amaro mudou a denominação de Largo da Bola para Largo Tenente Adolfo, em homenagem a um residente de Santo Amaro chamado Adolfo Pinheiro, que possuía uma loja no logradouro. Atualmente Adolfo Pinheiro é o nome de uma das avenidas afluentes do largo.
Promulgada a lei que abolia a escravatura (Lei Áurea), assinada pela  Princesa Isabel em 13 de maio de 1888, a Câmara de Santo Amaro aprovou a mudança da denominação do Largo Tenente Adolfo para "Largo 13 de Maio" no dia 9 de junho de 1888.
Em novembro do 1924, foi inaugurada a Catedral de Santo Amaro, que mantém grande parte das características iniciais. A catedral contêm a imagem de Santo Amaro que existe desde a inauguração da vila, em 1560. Ao completar-se o centenário do Município de Santo Amaro (1932), o "Largo 13 de Maio" já se delineava como centro comercial e ponto obrigatório de passagem para outras localidades.
Após 103 anos de emancipação, em 22 de fevereiro de 1935, o interventor federal em São Paulo, Armando de Sales Oliveira, resolveu anexar Santo Amaro ao município de São Paulo. Posteriormente, já incorporada ao município de São Paulo, a mesma área do antigo município foi subdividida entre vários distritos da Zona Sul e Centro-Sul de São Paulo.
Com o passar do tempo, no entanto, o local passou por um processo de decadência urbana, semelhante ao do Centro Histórico de São Paulo. A característica do local passou a ser a presença de um grande número de vendedores ambulantes. Nos anos 2000, a situação chegou a tal ponto que cerca de 700 barracas e 1 400 ambulantes ocupavam completamente o largo e suas ruas adjacentes, como a Desembargador Bandeira de Melo, a Senador Fláquer, a Capitão Tiago Luz e a Senador José Bonifácio, vendendo com frequência produtos contrabandeados, pirateados ou roubados.
A criminalidade também era alta; na época, a região concentrava 3% dos roubos em São Paulo.
A revitalização da região, assim como de todo o Centro Histórico de Santo Amaro, seria determinada pela Lei 13 885/2004, promulgada em agosto de 2004 pela então prefeita Marta Suplicy. Em 15 de abril de 2007, a Prefeitura de São Paulo, ocupada então por Gilberto Kassab, iniciou a remoção dos ambulantes da área. Em setembro de 2009, todos os ambulantes haviam sido removidos, sendo destinados a estruturas específicas em outras partes do bairro; alguns, no entanto, afirmavam que não tinham para onde ir.

## Características
A região do Largo 13 de Maio, referência histórica do bairro na saída das expedições de bandeirantes e também local de festas e comemorações religiosas, tem uma população flutuante de cerca de 2 000 000 de pessoas por dia e é centro de comércio popular do bairro, sobretudo de itens da cultura nordestina. Além disso, é sede do Mais Shopping, centro comercial que trouxe para São Paulo o conceito inédito de lojas modulares junto a lojas satélites e âncoras.
O Largo 13 de Maio ganhou, junto com o shopping, oito salas de cinema em formato stadium, incluindo salas 3D. O Cinépolis do Mais Shopping foi um marco importante para a cultura da região.
Pelo fato de o distrito de Santo Amaro ter sido um município independente, a numeração do bairro é dada em relação ao largo e não em relação à Praça da Sé, como ocorre no resto da cidade.
Em termos de transporte público, o largo tem, em suas proximidades, a Estação Largo Treze do metrô, que faz parte da Linha 5 Lilás do Metrô e o Terminal Santo Amaro de ônibus.